# Тануше
Тануше (мкд. Тануше) су насељено место у Северној Македонији, у северозападном делу државе. Тануше припадају општини Маврово и Ростуша.

## Географски положај
Насеље Тануше је смештено у северозападном делу Северне Македоније. Од најближег већег града, Гостивара, насеље је удаљено 45 km западно.
Село Тануше се налазе у горњем делу високопланинске области Река. Насеље је положено високо, на источним висовима планине Кораб. Источно од насеља тло се стрмо спушта у клисуру реке Радике, чије се извориште налази у близини насеља. Надморска висина насеља је приближно 1.250 метара.
Клима у насељу је планинска.

## Становништво
По попису становништва из 2002. године Тануше су имале 16 становника.
Претежно становништво у насељу су Албанци (100%). 
Већинска вероисповест у насељу је ислам. 